# Brooksia
Brooksia — монотиповий рід грибів порядку Dothideales із нез'ясованим до кінця систематичним положенням. Назва вперше опублікована 1956 року.

## Класифікація
До роду Brooksia відносять 1 вид:
- Brooksia tropicalis.

## Поширення та середовище існування
Знайдений на листках Syzygium в Папуа-Новій Гвінеї.